# Laurie Metcalf
Laurie Metcalf (ur. 16 czerwca 1955 w Carbondale w stanie Illinois) – amerykańska aktorka, grająca głównie w teatrze.
W filmie najbardziej znana z roli Jackie Harris, siostry Roseanne, w telewizyjnym sitcomie Roseanne. Za tę rolę otrzymała 3 nagrody Emmy, w kategorii Najlepsza aktorka drugoplanowa w serialu komediowym oraz dodatkowo jedną nominację. Poza tym zdobyła jeszcze pięć nominacji do Emmy w kategoriach gościnnych, m.in. za rolę Cory w 2006 zagraną w Detektywie Monk'u i za rolę Carolyn Bigsby z 2007 w Gotowych na wszystko. Nominowana do Oscara 2017 za drugoplanową rolę Marion McPherson w filmie Lady Bird. Występowała w roli Mary Cooper w serialu Teoria wielkiego podrywu, za którą również otrzymała nominację do Emmy. Jej córka, Zoe Perry, gra młodszą wersję Mary w prequelowym spin-offie serii – Młody Sheldon.